# Callionymoidei
Los Callionymoidei son un suborden de peces dentro del orden Perciformes. Son generalmente peces de pequeño tamaño, que viven pegados al fondo marino con largas prolongaciones y colores de camuflaje, que les dan un aspecto similar al de los míticos dragones de los que toman sus nombres.

## Sistemática
Existen dos familias encuadradas en este suborden:
- Familia Callionymidae - Dragoncitos

- Familia Draconettidae

## Imágenes

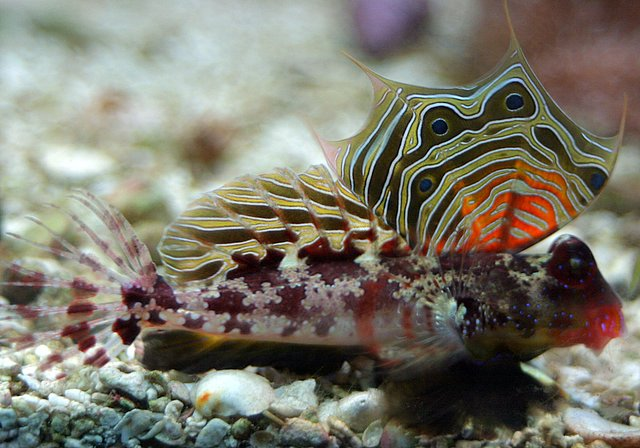
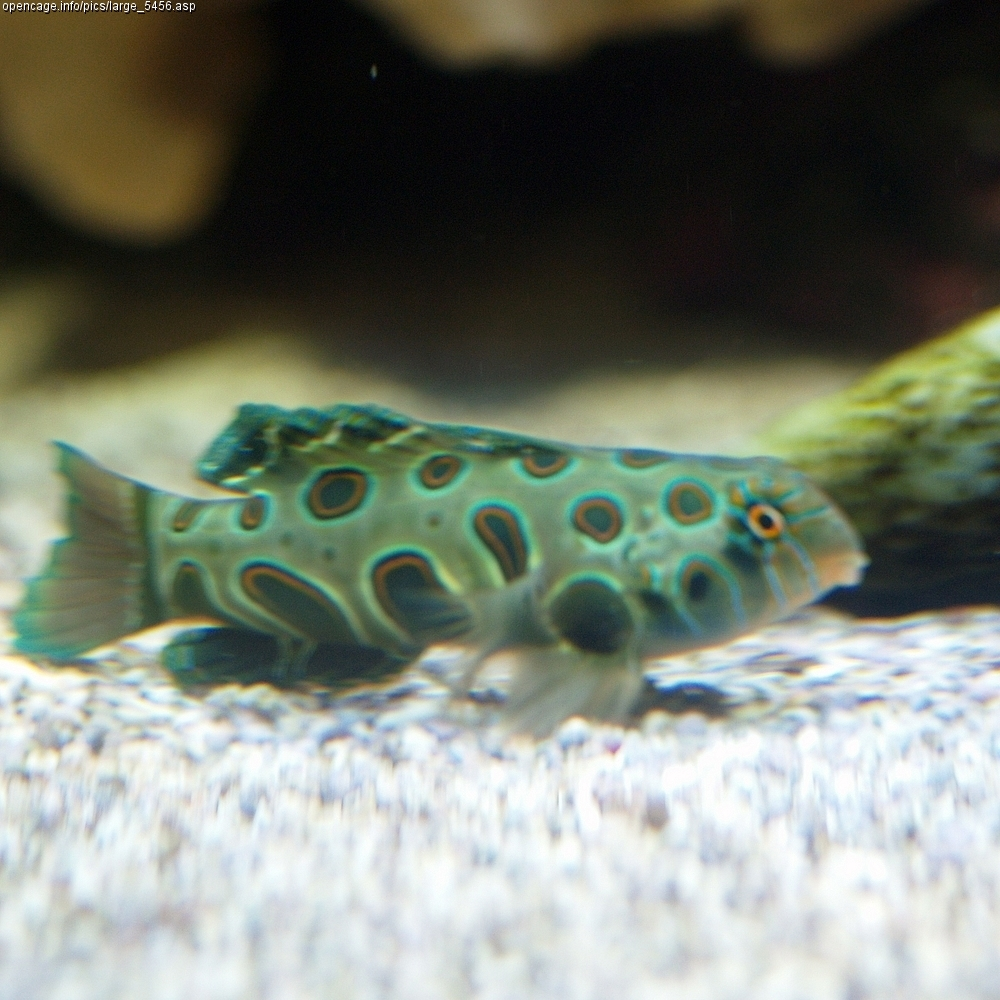
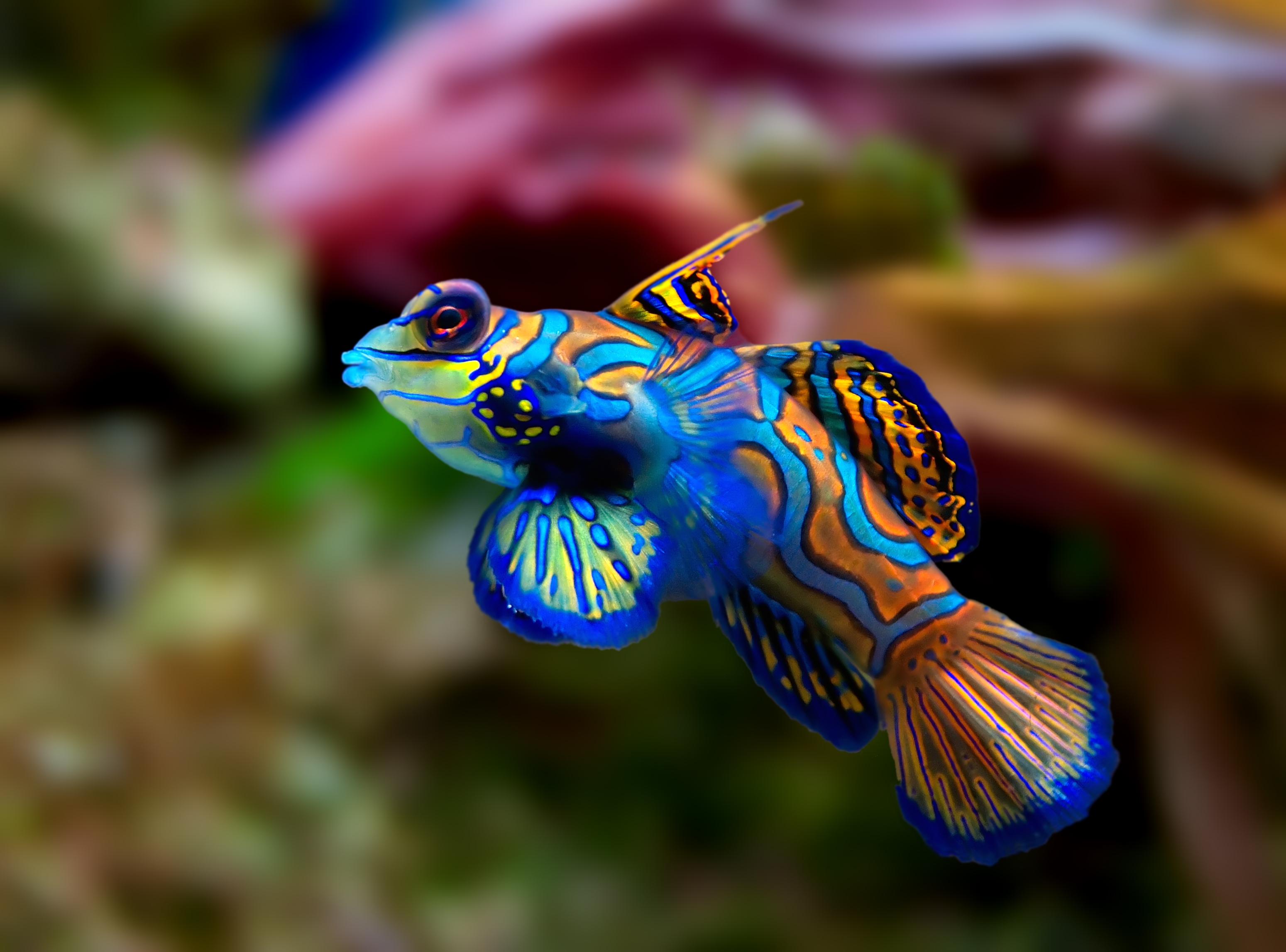
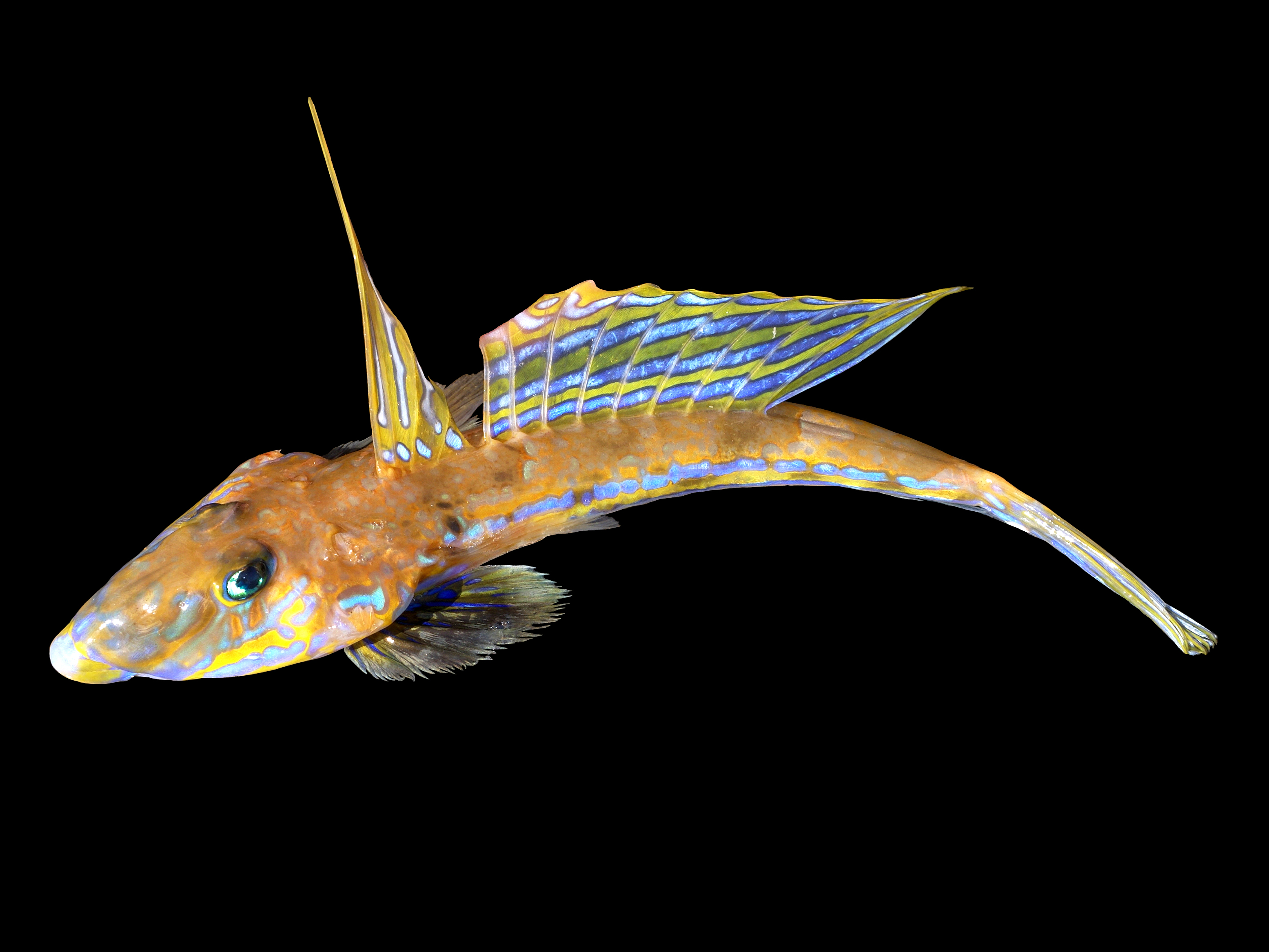